# 제라르드 로페스
제라르드 로페스 이 세구(카탈루냐어: Gerard López i Segú ʒəˈɾaɾ ˈlopəs, 1979년 3월 12일, 카탈루냐 주 그라노예르스 ~)는 줄여서 제라르드(카탈루냐어: Gerard)로 알려진 스페인의 전 프로 축구 선수이자 감독이다. 다방면 미드필더로 그는 정확한 패스와 공 제어 능력으로 알려졌다. 현역 시절, 그는 바르셀로나와 발렌시아를 비롯한 몇몇 구단에서 활동하였는데, 발렌시아 소속으로는 2000년 UEFA 챔피언스리그 결승전까지 오르도록 도운 적이 있다.
9년에 걸쳐, 제라르드는 183번의 라 리가 경기에 출전해 16골을 기록했다. 그는 스페인 국가대표팀 일원으로 UEFA 유로 2000에 참가한 적도 있다.

## 클럽 경력

### 바르셀로나와 발렌시아
카탈루냐 주 바르셀로나 도 그라노예르스 출신인 제라르드는 바르셀로나의 유소년부를 거쳐 1996-97 시즌에 2군 소속으로 프로 무대 신고식을 치렀다. 당시 불과 17세였던 제라르드는 발렌시아의 눈을 사로잡아 이적하게 되었고, 1997년 8월 31일에 1-2로 패한 에스파뇰과의 원정 경기에서 90분을 모두 출전해 라 리가 첫 경기를 치렀다. 1998-99 시즌, 그는 40년 만에 1부 리그로 돌아온 알라베스로 임대되어 경험을 쌓았다.
바스크 연고 구단에서 7골을 넣으며 대도약을 한 제라르드는 발렌시아에 복귀하여 소속 구단이 UEFA 챔피언스리그 결승전에 진출할 수 있도록 도왔다. 당시 그는 동지 소속으로 스페인 1류 선수로 발돋움하게 되었고, 인테르나치오날레, 밀란, 그리고 맨체스터 유나이티드와 같은 여러 유럽 상위 구단들의 관심을 받던 그는 2000년 7월에 친정 바르셀로나로 €24M에 복귀하였다.
제라르드는 이후 바르셀로나에서 5년을 보내며 자주 출전하긴 했지만, 붙박이 주전 지위를 확보한 적은 없었다. 또한 잦은 부상으로 그의 경력이 단축되는 결과를 초래했다.

### 모나코와 현역 말년
바르사에서의 마지막 해를 리그 우승으로 마무리한 제라르드는 해외로 건너가, 프랑스의 모나코에서 신통치 않은 2시즌을 보냈는데, 이곳에서도 부상 악령이 그의 발목을 잡았다. 그는 2007-08 시즌에 레크레아티보로 이적하면서 스페인 1부 리그에 복귀하였다.
PAOK 이적이 거절된 후, 하위 리그인 프레페랑 테리토리알 드 카탈루냐의 그라노예르스에서 몇 달 훈련을 받았다. 2009년 2월 중순, 그는 카탈루냐에 복귀해 지로나와 2부 리그 시즌이 끝날 때까지 계약하였다. 그는 입단한 지 얼마 지나지 않아 또 부상을 당했지만, 세군다 디비시온 6경기에서 4골을 넣는 데에 성공했다.

## 국가대표팀 경력
발렌시아에서 1999-2000 시즌을 화려하게 보낸 제라르드는 2000년 6월 3일에 스웨덴과의 친선경기에서 처음으로 스페인 국가대표팀 경기에 출전하였고, 예테보리에서 벌어진 이 경기는 1-1 무승부로 끝났다. 그는 이어서 5번의 국가대표팀 경기에 더 출장하였고, UEFA 유로 2000에 참가할 최종 선수 명단에도 이름을 올렸다.

### 국가대표팀 득점 기록
| #  | 날짜            | 경기장                                | 상대                  | 점수 | 결과 | 대회                      |
| -- | --------------- | ------------------------------------- | --------------------- | ---- | ---- | ------------------------- |
| 1. | 2000년 9월 2일  | 보스니아 헤르체고비나 사라예보 코셰보 | 보스니아 헤르체고비나 | 0–1  | 1–2  | 2002년 FIFA 월드컵 예선전 |
| 2. | 2000년 10월 7일 | 스페인 마드리드 산티아고 베르나베우   | 이스라엘              | 1–0  | 2–0  | 2002년 FIFA 월드컵 예선전 |

## 감독 경력
2013년 10월, 제라르드는 요한 크라위프의 후임 카탈루냐 국가대표팀 감독이 되었다. 2015년 7월 22일, 그는 세군다 디비시온 B로 강등된 바르셀로나 B의 감독이 되었다.
2016-17 시즌, 제라르드는 소속 구단을 다시 2부 리그로 이끌었다. 이후, 그는 계약을 1년 더 연장하였다.
2018년 4월 25일, 소속 구단이 강등권에서 허덕이자, 제라르드는 해고장을 받았다.

## 사생활
제라르드의 형들인 세르지와 줄리아(1969년생, 줄여서 줄리로도 알려졌다)도 축구 선수들로, 수비수였다. 큰형 세르지는 바르셀로나 선수로 활약한 적이 있으나, 39세에 자살로 생을 달리했다.
작은형 훌리는 대게 세군다 디비시온 시절의 바르사 B 선수로 활동하였는데, 1993-94 시즌에 바야돌리드 소속으로 짧게나마(13경기) 1부 리그에서 뛰었었다.

## 감독 통계
2018년 4월 22일 기준
| 구단         | 국가   | 취임            | 해임            | 기록 | 기록 | 기록 | 기록 | 기록 | 기록 | 기록 | 기록  | 주     |
| 구단         | 국가   | 취임            | 해임            | 전   | 승   | 무   | 패   | 득   | 실   | 차   | 율 %  | 주     |
| ------------ | ------ | --------------- | --------------- | ---- | ---- | ---- | ---- | ---- | ---- | ---- | ----- | ------ |
| 바르셀로나 B | 스페인 | 2015년 7월 22일 | 2018년 4월 25일 | 118  | 49   | 31   | 38   | 169  | 122  | +47  | 41.53 | [ 28 ] |
| 합계         | 합계   | 합계            | 합계            | 118  | 49   | 31   | 138  | 169  | 122  | +47  | 41.53 | —      |

## 수상
발렌시아
- 수페르코파 데 에스파냐: 1999
- UEFA 챔피언스리그 준우승: 1999–2000

바르셀로나
- 라 리가: 2004–05